# О смрти гонитеља
О смрти прогонитеља (лат. De mortibus persecutorum) је дело хришћанског апологета и реторичара Лактанција из раног 4. века, посвећено опису страђмих смрти прогонитеље хришћана. Уз „Црквену историју“ Јевсевија Кесаријског, дело је главни извор за проучавање догађаја који су у историју ушли као Велики прогон.

## Рукописи и издања
Запис је био заборављен вековима и сматран је изгубљеним све док један рукопис овог дела није откривен 1678. у бенедиктинској опатији Моисац. Наслов рукописа је лат. Луции Ц(а)ецилии либер ад Донатум цонфессорем де мортибус персецуторум. Рукопис је завршио у Колберовој колекцији, а следеће године Етјен Балуз је објавио едитио принцепс.
Балузово приписивање текста Лактанцију није се дуго сматрало неспорним. Крајем 19. века немачки издавач и коментатор дела Лактанција С. Бранта (Немачки) Рус. сматрао је, узимајући у обзир текстолошке карактеристике дела и познате податке о Лактанцијевој биографији, да је Де мортибус персецуторум створио или имитатор или један од потоњих ученика. Међутим, детаљније студије су потврдиле ауторство Лактанција .